# Радован Јовановић
Радован Јовановић (Прељина, 19. јул 1917 — Љутовница, 5. фебруар 1944) био је учесник Народноослободилачке борбе и народни херој Југославије.

## Биографија
Ппореклом је из Прељине надомак Чачка. Рођен је у породици оца Милана (1900—1941) и мајке Перке (1902—1974). Завршио је Основну шклоу у родноj Прељини.
Био је комуниста као и његов брат Живан Јовановић (1925-1975).
Погинуо је у борбама против четника 1944. године.
Основна школа у Прељини од првог до четвртог разреда је добила по њему у име ОШ „Радован Јовановић“ и дан данас се тако зове.
Указом Президијума Народне скупштине Федеративне Народне Републике Југославије, 20. децембра 1951. године, проглашен је за народног хероја.